# San Matías, Bolivia
San Matías är en ort i Bolivia.   Den ligger i departementet Santa Cruz, i den östra delen av landet, 800 km öster om huvudstaden Sucre. San Matías ligger 120 meter över havet och antalet invånare är 6 352.
Terrängen runt San Matías är platt. Trakten runt San Matías är nära nog obefolkad, med mindre än två invånare per kvadratkilometer.. Det finns inga andra samhällen i närheten.
Omgivningarna runt San Matías är huvudsakligen savann.